# ID Logistics
ID Logistics — французская логистическая компания. Основана в 2001 году, штаб-квартира расположена в коммуне Оргон близ Марселя.

## История
Компания была основана в 2001 году под названием Vision Investissement. В том же году был создан филиал на Тайване. В 2002 году компания начала деятельность в Бразилии, в 2003 году — в КНР, в 2006 году — в Испании, в 2007 году — в Индонезии, в 2008 году — в Польше, в 2009 году — в Аргентине, в 2010 году — в России. В 2012 году акции компании были размещены на бирже Euronext Paris. В 2013 году была куплена французская компания CEPL, что расширило географию деятельности на Германию и Нидерланды. В 2016 году была поглощена компания Logiters, работавшая в Испании и Португалии. В 2017 году был открыт филиал в Румынии, а в 2018 году — в Чили. В 2019 году была приобретена американская компания Jagged Peak. В 2022 году в США была куплена ещё одна компания, Kane Logistics. Также в 2022 году была прекращена деятельность в России. В 2023 году была куплена польская логистическая компания Spedimex.

## Собственники и руководство
Эрик Эмар (Eric Hémar) — основатель, председатель совета директоров и генеральный директор, а также держатель контрольного пакета акций.

## Деятельность
ID Logistics предоставляет складские и транспортные услуги во Франции и ещё 18 странах. Основными клиентами являются сети розничной торговли, предприятия электронной коммерции и производители различных категорий товаров.
Выручка компании за 2023 год составила 2,75 млрд евро, из них на Францию пришлось 30 %, Иберию — 15 %, США — 14 %, Польшу — 12 %, Бенилюкс — 11 %.